# Iscrizioni di Dueno

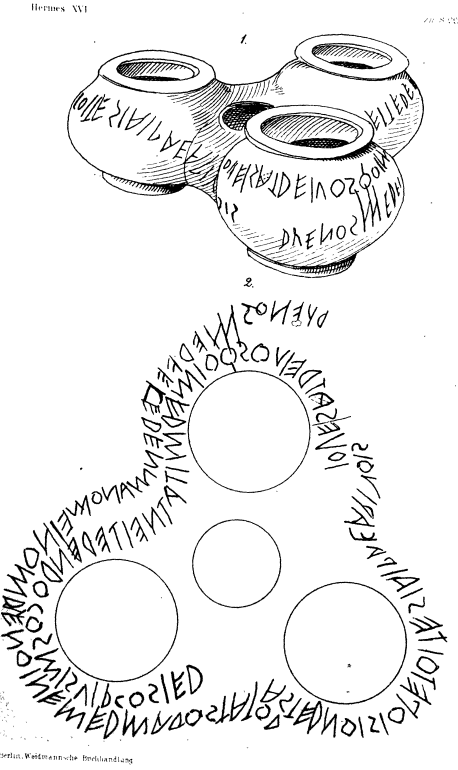
Le Iscrizioni di Dueno come trascritte da Heinrich Dressel

Le Iscrizioni di Dueno sono fra le attestazioni più antiche di un testo in latino arcaico che siano conosciute, dopo quelle del lapis niger e della fibula prenestina.
Le iscrizioni sono datate 600 a.C. e sono state scoperte da Heinrich Dressel nel 1880 sul Quirinale scritte sul lato esterno di un kernos che oggi si trova presso i Musei statali di Berlino.
L'iscrizione è ordinata da destra verso sinistra, articolata in tre frasi, senza spazi tra una parola e l'altra. L'iscrizione è particolarmente difficile da comprendere, perché scritta in lingua poco conosciuta e soprattutto a causa della mancanza di spazi tra le lettere, e ciò può permettere diverse interpretazioni per le frasi. Il vaso di Dueno è un trilobato, ovvero è composto da tre vasi uniti tra loro (come si può notare nell'immagine). In esso si pensa che ci fosse una pomata che agiva come filtro d'amore.

## Il testo
L'iscrizione recita:
IOVE|SATDEIVOSQOIMEDMITATNEITEDENDOCOSMISVIRCOSIED / ASTEDNOISIOPETOITESIAIPACARIVOIS / DVENOSMEDFECEDENMANOMEINOMDVENOINEMEDMALOSTATOD
La cui trascrizione in latino arcaico potrebbe essere:
iovesat deivos qoi med mitat nei ted endo cosmis virco sied
asted noisi opetoi tesiai pacari vois
duenos med feced en manom einom duenoi ne med malos tatod
Vòlta al latino classico, l'iscrizione andrebbe così interpretata:
iurat deos qui me mitat ni in te comis virgo sit.
at te nisi [OPETOITESIAI] pacari vis.
Bonus me fecit in [MANOM EINOM] bono. ne me malus tollito.
In italiano, la traduzione più spesso proposta è la seguente:
Chi mi invia prega gli dèi che nessuna vergine ti sia compagna.
se non vuoi essere soddisfatto per opera di Toteria.
Un buono mi fece, e per causa mia nelle mani di quel buono non torni il male.
Secondo recenti interpretazioni, il gruppo [OPETOTESIAI] corrisponderebbe al latino classico ob tutelam, ossia "a favore della [tua] protezione". Dunque il testo andrebbe tradotto in questo modo:
Chi mi porge prega gli dèi che nessuna vergine ti sia compagna
se non vorrai pagare [un'offerta] per la tua protezione.
Un buono mi fece, e per causa mia nelle mani di quel buono non torni il male.

### Analisi e interpretazione
Il vaso di Dueno appartiene alla categoria dei cosiddetti "oggetti parlanti" di tradizione etrusca: nel mondo latino arcaico era diffusa usanza incidere sugli oggetti artigianali una frase in prima persona, attraverso la quale l'oggetto stesso sembrava enunciare le proprie caratteristiche, oppure il nome del committente, dell'artigiano che lo aveva realizzato o della persona cui veniva regalato. A prescindere dalle varie interpretazioni, è generalmente accettata l'associazione del vaso alla dimensione sacrale: incisa sulla sua superficie ci sarebbe la disposizione di una sanctio spirituale per chi fosse venuto meno agli obblighi nei confronti di una divinità. L'artigiano che l'aveva realizzato (o il suo committente) prende le distanze dall'anatema scrivendolo chiaramente nella terza frase.
La scritta incisa sui vasi di Dueno reca delle forme alfabetiche arcaiche, che risentono ancora di influenze greche ed etrusche. A differenza di altri esempi di latino arcaico, come la scritta sulla Fibula prenestina, le tre scritte non hanno segni di punteggiatura, e alcune lettere sono tratteggiate in forme peculiari:
- La lettera M è incisa con l'aggiunta di un quinto tratto finale;
- la F ha un terzo tratto orizzontale;
- Il tratto dritto della Q è verticale e non diagonale;
- La P e la R sono quasi identiche: l'unica differenza tra le due è che il tratto ricurvo della P non si congiunge in basso con l'asta verticale.

Anche a livello linguistico l'iscrizione presenta alcune particolarità; l'esortazione iniziale IOVESAT, ad esempio, andrebbe resa in latino classico col verbo iurat: l'utilizzo della S al posto della R rivelerebbe che l'iscrizione sia stata realizzata in un periodo antecedente ai fenomeni di rotacismo.
Il significato della parola duenos, da cui il vaso prende il nome, è dibattuto: attualmente, si pensa che sia un arcaismo dell'aggettivo "bonus". Tuttavia c'è chi vi legge il nome Dueno, che sarebbe quello dell'artigiano che effettivamente realizzò il vaso, secondo la tradizione tipica degli "oggetti parlanti".